# Darownik przedziwny
Darownik przedziwny (Pisaura mirabilis) – gatunek pająka z rodziny darownikowatych, rodzaju Pisaura. W Polsce pospolity. Żyje do około dwóch lat.

## Gody
Darownik przedziwny ma charakterystyczne zaloty – najpierw samiec napełnia nogogłaszczki nasieniem, następnie zabija muchę i oplata ją delikatnie pajęczyną. Gdy to uczyni, szuka gotowej do kopulacji samicy, a kiedy ją odnajdzie, ofiarowuje jej muchę, by odwrócić jej uwagę. Kopulacja trwa około godziny.

## Występowanie i siedlisko
Pająk ten jest szeroko rozprzestrzeniony; występuje w całej Europie, północnej Afryce i wschodniej Azji. Lubi miejsca nasłonecznione, takie jak ogrody, obrzeża lasu, albo łąki. Często można go zauważyć na niskich roślinach i krzewach.

## Pożywienie
Żywi się drobnymi owadami. Nie buduje sieci, lecz poluje aktywnie.

## Wymiary
Samice osiągają do 13 mm długości, a samce – 11 mm.